# William Evans, Baron Energlyn
William David Evans, Baron Energlyn FRGS FGS (* 25. Dezember 1912; † 27. Juni 1985) war ein britischer Geologe. Im Jahr 1968 wurde er als Life Peer aufgrund des Life Peerages Act 1958 Mitglied des House of Lords.

## Leben
Evans absolvierte nach dem Schulbesuch ein Studium der Bauingenieurwesen, das er mit einem Abschluss als Bauingenieur beendete. In weiteren postgradualen Studien erwarb er einen Doktor der Wissenschaften (D.Sc.), einen Philosophiae Doctor (Ph.D.) sowie einen Master of Science (M.Sc.). Während des Zweiten Weltkrieges leistete er seinen Wehrdienst in der British Army als Militäringenieur.
1949 übernahm er eine Professur für Geologie an der University of Nottingham und lehrte dort bis zu seiner Emeritierung 1978. Zugleich war er während dieser Zeit Leiter der Abteilung für Geologie und fungierte zwischen 1953 und 1957 auch als Dekan der Fakultät für Geowissenschaften. Neben seiner Lehrtätigkeit war er auch Berater in- und ausländischer Regierungen sowie von verschiedenen Bergbau- und Chemieunternehmen.
In seiner wissenschaftlichen Arbeit befasste sich Evans mit Themen wie Mazerale und begründete die Pyro-Chromatographie sowie die Membran-Kolorimetrie als analytische Techniken.
Aufgrund seiner langjährigen Verdienste in der Geologie und verwandten Wissenschaften wurde er Mitglied der Institution of Mining and Metallurgy (MIMM), Fellow der Linnean Society of London (FLS), Fellow der Royal Geographical Society (FRGS) sowie der Geological Society of London (FGS).
Durch ein Letters Patent vom 10. Juli 1968 wurde Evans aufgrund des Life Peerages Act 1958 als Life Peer mit dem Titel Baron Energlyn, of Caerphily in the County of Glamorganshire, in den Adelsstand erhoben und gehörte damit bis zu seinem Tod dem House of Lords als Mitglied an. Seine offizielle Einführung (Introduction) erfolgte am 24. Juli 1968 mit Unterstützung durch Arwyn Davies, Baron Arwyn und Ifor Evans, Baron Evans of Hungershall.
Seine Ehefrau Jean Thompson Miller, Baroness Energlyn, mit der er seit 1942 verheiratet war, verstarb 2002.

## Veröffentlichungen
- Analytical geochemistry, Mitautor Leslie Brealey, 1971
- Through the crust of the earth